# Ácido hipofosforoso
El ácido hipofosforoso (HPA), o ácido fosfínico, es un oxácido de fósforo y poderoso agente reductor con fórmula molecular H3PO2. Es un compuesto incoloro de baja fusión, que es soluble en agua, dioxano y alcoholes. La fórmula para este ácido generalmente se escribe H3PO2, pero una presentación más descriptiva es HOP(O)H2, que destaca su carácter monoprótico. Las sales derivadas de este ácido se llaman hipofosfitos.
El HOP(O)H2 existe en equilibrio con su tautómero minoritario HP(OH)2. Al tautómero minoritario se le suele llamar ácido hipofosforoso y al tautómero mayoritario ácido fosfínico.

## Preparación y disponibilidad
El ácido hipofosforoso fue preparado por primera vez en 1816 por el químico francés Pierre Louis Dulong (1785-1838).
El ácido fosfínico se prepara industrialmente mediante un proceso de dos etapas: en primer lugar, las sales de hipofosfito de los metales alcalinos y alcalinotérreos resultan de la reacción del fósforo blanco con una disolución acuosa caliente del hidróxido apropiado, como el Ca(OH)2:
{\displaystyle \mathrm {P_{4}+2\ Ca(OH)_{2}+4\ H_{2}O\longrightarrow {}2\ Ca(H_{2}PO_{2})_{2}+2\ H_{2}} }
La sal se trata luego con un ácido fuerte, no oxidante para dar el ácido hipofosforoso libre:
{\displaystyle \mathrm {(H_{2}PO_{2})^{-}+H^{+}\longrightarrow {}H_{3}PO_{2}} }
El HPA generalmente se suministra como una disolución acuosa al 50%. El ácido anhidro no puede obtenerse por simple evaporación del agua, ya que el ácido se oxida a ácido fosforoso y ácido fosfórico y también desproporciona a ácido fosfórico y fosfano. El ácido hipofosforoso anhidro puro se puede formar mediante la extracción continua de disoluciones acuosas con éter dietílico.

## Fosfinatos
Los fosfinatos tienen la fórmula R2PO2H. Los dos átomos de hidrógeno directamente unidos al fósforo en el ácido fosfínico son reemplazados por grupos orgánicos. Por ejemplo, el formaldehído y el H3PO2 reaccionan para dar el (HOCH2)2PO2H. De manera similar, el ácido fosfínico se agrega a los aceptores de Michael, como la acrilamida, para dar H(HO)P(O)CH2CH2C(O)NH2. La familia Cyanex de ácidos dialquilfosfínicos se utiliza en hidrometalurgia para extraer metales de minerales.